# Miracolo eucaristico di Parigi
Il miracolo eucaristico di Parigi sarebbe avvenuto nell'anno 1290: un non credente tentò di profanare un'ostia consacrata, che sarebbe invece rimasta miracolosamente intatta.

## Storia
I fatti relativi a questo miracolo eucaristico non ci sono stati tramandati soltanto dalla tradizione: infatti sono diversi i documenti che ne attestano l'autenticità. Lo storico italiano Giovanni Villani (1280-1348), nella sua opera Nuova Cronica, che narra la storia di Firenze dall'antichità al Trecento, riporta i momenti salienti del presunto miracolo. La vicenda è stata rappresentata artisticamente da Paolo Uccello nella predella della Pala del Corpus Domini, conservata nella Galleria nazionale delle Marche a Urbino.
Più approfondita l'opera relativamente recente di Suzanne Moreau-Rendu: "A Parigi, via dei Giardini", pubblicata nel 1954, con una ricerca minuziosa e un controllo rigoroso delle fonti documentarie.
Più nota è la "Storia della Chiesa di Parigi", scritta dall'arcivescovo francese monsignor Jean-Édouard-Lucien Rupp. L'autore narra di un uomo di nome Jonathas che il 2 aprile 1290, Domenica di Pasqua, ricevette una particola consacrata da una donna in cambio di soldi. Non credendo alla presenza reale di Gesù nell'Eucaristia e disprezzando la fede cattolica, volle profanare l'ostia colpendola con un coltello, ma questa avrebbe cominciato a sanguinare. Sconvolto la gettò allora nel fuoco, ma la particola si sollevò in aria intatta. In preda al panico la gettò infine nell'acqua bollente, ma di nuovo l'ostia si sarebbe alzata in aria trasformandosi in un crocifisso e sprizzando ancora sangue, che si riversò all'esterno della casa, richiamando l'attenzione della gente. La particola fu restituita alla chiesa parigina di Saint-Jean-en-Grève, dove rimase per secoli in un reliquiario fino alla Rivoluzione Francese, durante la quale andò perduta.
La casa dell'empio Jonathas fu confiscata dal re Filippo il Bello, come risulta da un documento del 1291, e trasformata in oratorio, come riportato in una bolla di papa Bonifacio VIII. Nella Pala del Corpus Domini Paolo Uccello inserisce la condanna a morte di Jonathas e dei suoi familiari, anche se ciò pare non fosse vero.